# Landrum (Carolina del Sur)
Landrum es una ciudad ubicada en el Spartanburg en el estado estadounidense de Carolina del Sur. La ciudad en el año 2000 tiene una población de 2.472 habitantes en una superficie de 6.1 km², con una densidad poblacional de 445.9 personas por km². 

## Geografía
Landrum se encuentra ubicada en las coordenadas 35°10′31″N 82°11′10″O / 35.17528, -82.18611. Según la Oficina del Censo, la ciudad tiene un área total de 6,1 km² (2,4 mi²), de la cual 6,1 km² (2,4 mi²) es tierra y 0 km² (0 mi²) (0.43%) es agua.

## Demografía
En el 2000 la renta per cápita promedia del hogar era de $29.583, y el ingreso promedio para una familia era de $40.347. El ingreso per cápita para la localidad era de $14.259. En 2000 los hombres tenían un ingreso per cápita de $28.375 contra $20.784 para las mujeres. Alrededor del 15.00% de la población estaba bajo el umbral de pobreza nacional. 

### Localidades adyacentes
El siguiente diagrama muestra a las localidades en un radio de 20 kilómetros (12,4 mi) de Landrum.